# (3206) Wuhan
(3206) Wuhan ist ein Asteroid des Hauptgürtels, der am 13. November 1980 am Purple-Mountain-Observatorium in Nanjing entdeckt wurde.
Der Asteroid ist nach Wuhan, der Provinzhauptstadt der chinesischen Provinz Hubei benannt.